# Natalia Baranova-Masalkina
Natalia Baranova-Masalkina (n. 25 februarie 1975, Krivosheino⁠(d), RSFS Rusă, URSS) este o schioară de fond rusă, medaliată olimpică. A participat la o ediție a Jocurilor Olimpice (2006) în care a câștigat o medalie de aur.